# Yan Jiaqi
Dans ce nom, le nom de famille précède le nom personnel.
Yan Jiaqi 嚴家其 (né le 25 décembre, 1942, dans la province du Jiangsu) est un politologue chinois.
En 1959, il entre à l'Université des sciences et technologies de Chine, puis devient directeur de l'Institut de Politique de l'Académie chinoise des sciences sociales, où il publie plusieurs articles et essais sur les réformes politiques. En 1986, il publie une « Théorie du gouvernement ». Son œuvre la plus connue, écrite en collaboration avec son épouse, Gao Gao, est « Révolution culturelle, 10 ans d'histoire ».
Dans les années 1980, il devient conseiller politique de Zhao Ziyang, et l'un des intellectuels les plus en vue pendant les manifestations étudiantes de 1989. Après les manifestations de la place Tian'anmen, dans le cadre de l'opération Yellow Bird, il s'enfuit à Paris. Le journaliste Francis Deron signale qu'une quinzaine d'opposants, parmi les plus en vue, étaient présents à Paris lors du 14 juillet dont deux conseillers de Zhao Ziyang à savoir Su Shaozhi et Yan Jiaqi. Il participa à la fondation de la Fédération des démocrates chinois (FDC), dont il fut élu président. C'est aussi en France, le 4 décembre 1989 qu'il rencontra le 14e dalaï-lama au cours d'une réunion historique qui rassembla 6 personnes dont Kelsang Gyaltsen et Phuntsok Tashi Takla. Il émigra par la suite aux États-Unis. Il est exclu du Parti communiste chinois en 1991. Ses œuvres sont toujours interdites en Chine.
Il est l'un des 303 intellectuels chinois signataires de la Charte 08. Il est membre de l'Association pour la Réforme constitutionnelle en Chine et a proposé la création d'une République fédérale de Chine.

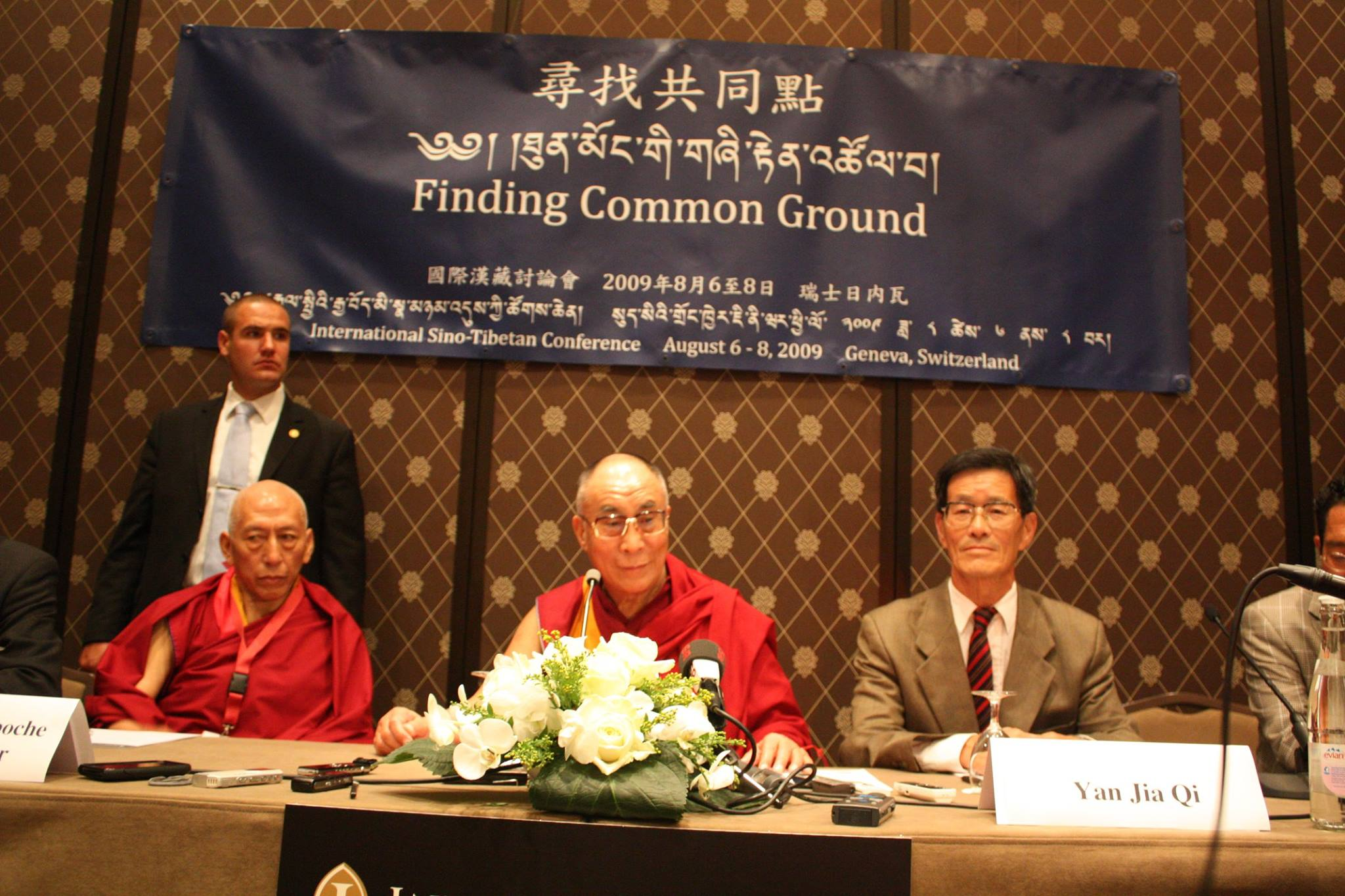
Samdhong Rinpoché, le 14e dalaï-lama et Yan Jiaqi à la conférence sino-tibétaine de Genève en 2009.

En 2009, Yan Jiaqi participa à une conférence sino-tibétaine qui a réuni à Genève 80 dissidents chinois, et une vingtaine de Tibétains dont le dalaï-lama et le premier ministre du gouvernement tibétain en exil, Samdhong Rinpoché.

## Ouvrages
- From communism to democracy: democratic transformation in the Post-Deng era, China Strategic, 1997
- Turbulent Decade: a history of the cultural revolution, écrit avec Gao Gao, traduit par Danny Wynn Ye Kwok, University of Hawaii Press, Honolulu, 1996, p. 659,  (ISBN 0824816951)
- Toward a Democracy China, traduit par David S. K.Hong et Denis C. Mair, University of Hawaii Press, Honolulu, 1992 p. 285, David S. K. Hong, Denis C. Mair,  (ISBN 0824815017)
- Yan Jiaqi and China's struggle for democracy, traduit par David Bachman et Dali L. Yang. M.E.Sharpe Inc. 1991 p. 201,  (ISBN 0873327810)
- The ten-year history of the Chinese cultural revolution, écrit avec Kao Kao, Gao Gao, Institute of Current China Studies, 1988, 617 pages